# Dariush Forouhar
Dariush Forouhar (Isfahan, 18 agosto 1928 – Teheran, 21 novembre 1998) è stato un politico iraniano, fondatore del Partito Nazionale dell'Iran nel 1951 e ucciso dopo la rivoluzione islamica, durante la cosiddetta "catena di omicidi".

## Biografia
Tra i fondatori del Partito Nazionale dell'Iran nel 1951, venne arrestato e imprigionato per la prima volta nel 1950, dopo il suo discorso come rappresentante degli studenti dell'Università di Teheran, a favore della nazionalizzazione dell'industria petrolifera. Ferito negli scontri durante il colpo di Stato nell'agosto 1953, Foruhar venne esiliato sull'isola di Qeshm. Il suo attivismo lo portò a diversi arresti e trascorse un totale di 14 anni in carcere sotto il regime dello scià. Nel 1977 firmò una lettera di lamentele indirizzata a Mohammad Reza Pahlavi.
Dopo la rivoluzione del 1979, Foruhar venne nominato Ministro del lavoro nel governo ad interim. 
Dimessosi dal ministero del Lavoro, venne arrestato nel 1982. Affermò che i pochi mesi trascorsi nella prigione di Evin furono molto più duri dei 14 anni di reclusione durante il precedente regime.
Foruhar e sua moglie erano sostenitori di un Iran democratico e indipendente, separato dalla religione. Essi credevano, e affermavano pubblicamente, che l'allora struttura delle istituzioni statali nella Repubblica islamica avesse portato alla concentrazione del potere e reso le riforme, in particolare le riforme costituzionali, molto difficili. Con la relativa apertura dello spazio pubblico alla fine degli anni '90, il loro persistente sforzo per promuovere le loro idee attrasse gruppi di studenti che a favore della democrazia.
Il 22 novembre 1998 vengono trovati i corpi senza vita dei coniugi Forouhar, nella loro casa a Teheran. Entrambi brutalmente uccisi con diverse pugnalate, vennero seppelliti al cimitero Behesht-e Zahra di Teheran.